# Ali Farka Touré
Ali Ibrahim Touré, detto Farka (Kanau, 31 ottobre 1939 – Bamako, 7 marzo 2006), è stato un cantante e chitarrista maliano.

## Biografia
Nacque nel 1939 nel villaggio di Kanau, sulla riva del fiume Niger nella zona coloniale francese di Gourma Rharous nella regione nordoccidentale del Mali di Tombouctou. La sua famiglia si trasferì nel vicino villaggio di Niafunké quando era ancora un bambino. Era il decimo figlio di sua madre ma il solo che visse oltre l'infanzia.
In un'occasione disse: “Il nome che mi fu dato era Ali Ibrahim, ma è frequente in Africa dare a un figlio uno strano soprannome se hai un altro figlio morto". Il suo soprannome, “Farka”, scelto dai suoi genitori, significa “asino”, un animale che nel Mali è ammirato per la sua tenacia.
Era chiamato il John Lee Hooker del Mali, poiché in alcune canzoni il suo blues si ispirava proprio al bluesman John Lee Hooker e questo fece sì che divenne anche uno dei principali esponenti del African Blues. Oltre a essere un virtuoso della chitarra sia elettrica che acustica suonava altri strumenti tra cui lo strumento maliano N'jarka, una sorta di violino con una corda sola.
Il 6 marzo 2006 il Ministro della Cultura del Mali annunciò la sua morte all'età di 66 anni a Bamako a causa di un tumore alle ossa, contro cui aveva combattuto per alcuni anni.
Ali Farka Touré è il padre del musicista maliano Vieux Farka Touré, anche lui chitarrista e cantante come il padre.

## Carriera musicale
Ali debuttò nel 1976, all'età di 37 anni con l'album Farka ed in poco più di un decennio ottenne una notevole fama, soprattutto con la raccolta di brani tradizionali del 1988 intitolata Ali Farka Touré (album che include Amandrai) e l'album  African Blues del 1990.
The River (1990), fu l'album che gli valse una nicchia nel panorama musicale ampiamente esplorato da artisti come Taj Mahal e Ry Cooder: questo album, tra i cui arrangiamenti figura l'aggiunta del sassofono e della fidula, attinge e approfondisce il repertorio dell'antica musica del Mali (non figurano composizioni originali di Touré).
Con The Source, lavoro del 1991, Ali abbandona la figura del solista per unirsi ad un organico di musicisti.
Ali Farka Touré compare e suona nel film del 2001 Je chanterai pour toi del regista Jacques Sarasin dove viene raccontata la vita del cantautore maliano Boucare Traoré.

## Discografia
- Ali Farka Toure (1988), Mango
- The River (1990), Mango
- The Source (1992), World Circuit
- Talking Timbuktu (1994), World Circuit
- Radio Mali (1996), World Circuit
- Niafunké (1999), World Circuit
- In the Heart of the Moon (2005), World Circuit
- Savane (2006), World Circuit
- Ali and Toumani (2010), World Circuit (album postumo con Toumani Diabaté alla kora)